# Blondel de Nesle

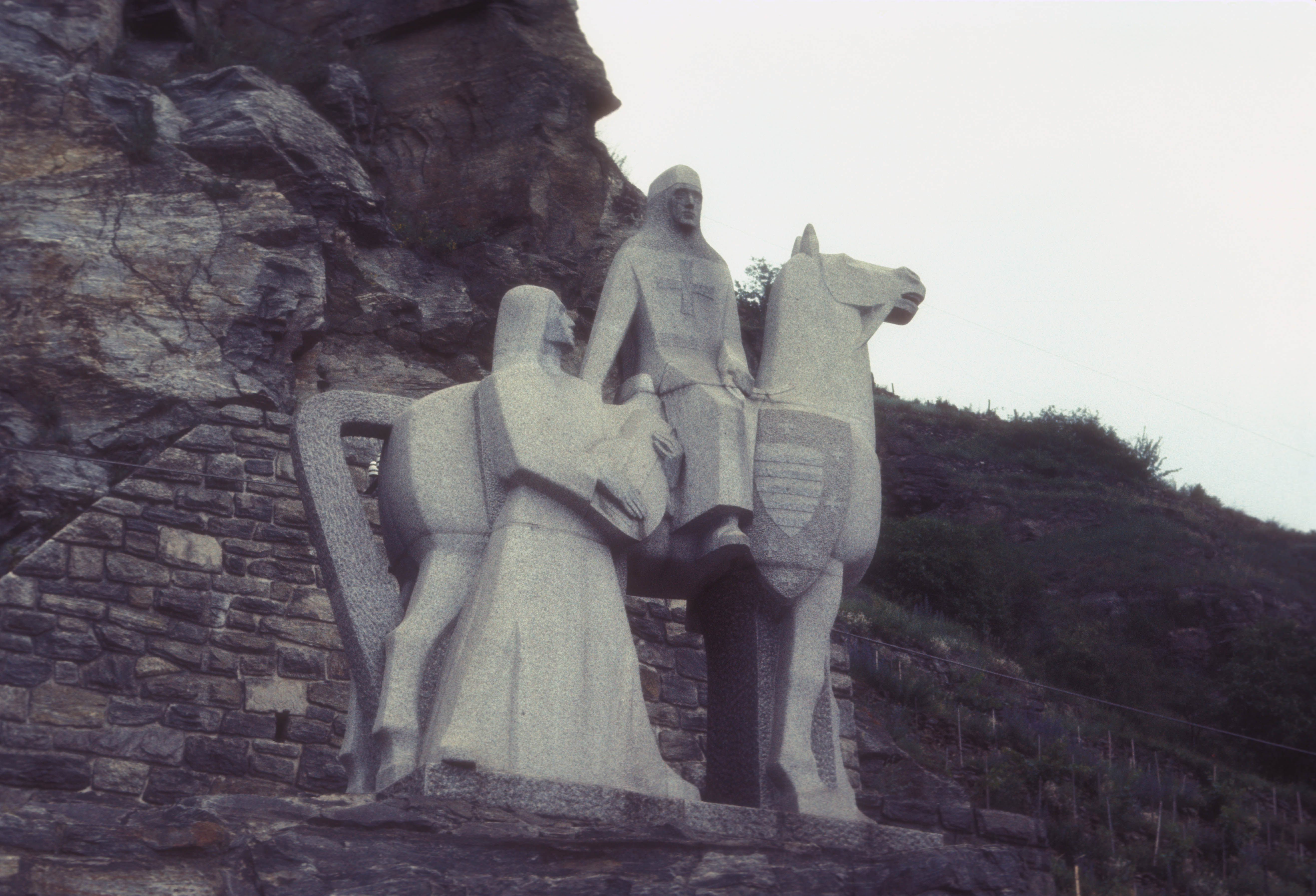
Estatua de Blondel de Nesle y Ricardo I
Ruinas del castillo de Dürnstein.

Blondel de Nesle, probablemente Juan II de Nesle (finales del siglo XII-1241) fue un trovero (trouvère) francés.
El nombre de Blondel de Nesle se une a unas 24 o 25 obras. Se le ha identificado con Juan II de Nesle (cerca de Amiens), a quien apodaban "Blondel" por su largo pelo rubio. Se casó en 1202, y ese mismo día marchó a la Cuarta Cruzada. También combatió en la Cruzada albigense. Si las obras están correctamente identificadas y datadas, tuvo una influencia significativa entre sus contemporáneos europeos, que usaron mucho sus melodías. (La melodía de L'amours dont sui espris se usa en los Carmina Burana en la canción Procurans odium). Sus obras son bastante convencionales. Varias han sido grabadas en tiempos modernos.

## Leyenda
En los veinte años posteriores a su muerte, su apodo se unió a una leyenda en la obra ficticia Récits d'un ménestrel de Reims (década de 1260). Decía la leyenda que después de que Ricardo I de Inglaterra fuera apresado y pedido un rescate por él en 1192, un trovero llamado Blondel lo buscó en Alemania y Austria. La historia cuenta que Blondel fue de castillo en castillo cantando una canción en particular, de manera que el prisionero Ricardo le respondería con el segundo verso después de que Blondel cantara el primero, y así identificaría el lugar donde Ricardo estaba prisionero. Entonces Blondel ayudaría a escapar al rey o contaría a sus amigos dónde se encontraba. Blondel finalmente encontró a Ricardo en Dürnstein.
'Blondel' es un apodo bastante común en la isla del canal de Guernsey.

## Versiones modernas
La leyenda de Blondel no tuvo gran popularidad en la Edad Media, pero fue retomada a finales del siglo XVIII. Es la base de la ópera de André Ernest Modeste Grétry titulada Richard Coeur-de-Lion (1784). En 1822, Eleanor Anne Porden usó la leyenda en su poema épico Cœur de Lion: en su versión, Blondel es realmente la esposa de Ricardo, Berenguela de Navarra, disfrazada.
A lo largo del siglo XIX, la leyenda de Blondel se convirtió en un dato clave de la mitología que rodeaba al rey Ricardo. Algunos novelistas del siglo XX dieron una interpretación homosexual a su relación con el rey.
En 1948 Gore Vidal (1925-) publicó su novela "En busca del Rey" (A Search for the King). En la tradición de novelas pseudohistóricas de aventuras y picarescas, tal como Los tres mosqueteros de Alejandro Dumas (padre), la novela de Vidal toma el nombre de un personaje, y en este caso una tradición, y la reescribe a su manera. Dice Gore Vidal en la introducción que "los hechos no tuvieron nada que ver con el presente relato". El personaje principal del libro es Blondel y no el Rey Ricardo Corazón de León, quien incluso no aparece en varios capítulos decisivos de la novela. Blondel es el trovero del Rey, pero sobre todo un amigo, leal y valiente. Ricardo aparece "humanizado", ya que a pesar de su rango real trata a Blondel como un amigo y hasta duda en algún momento de sus propias acciones, en particular de lo que hizo después de la batalla de Acre, al ordenar asesinar a 3.000 musulmanes prisioneros, violando el acuerdo de paz firmado. La novela comienza cuando el rey, Blondel y otros personajes (que luego desaparecen de la novela) llegan a la ciudad y puerto de Zara (hoy Zadar, en Croacia), entonces parte del Sacro Imperio Romano. Blondel está presente en el momento en que Ricardo es apresado, y siguiendo sus instrucciones informa a Inglaterra y lo busca luego por diversas ciudades, hasta que logra encontrarlo en uno de los castillos que visita, aunque él ya sabe que está ahí antes de cantar una balada que Ricardo completa desde su lugar de prisión. Luego viaja a Inglaterra e informa a Leonor de Aquitania. La novela finaliza cuando Ricardo, ya de regreso en Inglaterra, logra imponerse a su hermano Juan y ser coronado rey. Fue un gran escritor junto a Giovanni Boccaccio y Dante.
La banda acústica inglesa de principios de los setenta, Amazing Blondel, se llamaron así por Blondel.
La leyenda inspiró el musical Blondel de 1983, pieza de teatro musical realizada por Stephen Oliver y Tim Rice. La obra, una ópera rock cómica, se ambienta en la Tercera Cruzada. Blondel es retratado como un artista frustrado, buscando fama como compositor e intérprete incluso al tiempo que busca al monarca prisionero.